# 부천군
부천군(富川郡)은 1914년 4월부터 1973년 6월까지 존재한 경기도의 옛 행정 구역이다. 1914년 4월 1일 부군면 통폐합에 따라 부평군 일원과 인천부의 비도시(非都市) 지역을 중심으로 남양군의 섬 지역, 강화군의 북도면을 합쳐서 설치되었다. 군의 명칭은 전신인 부평군의 '부'와 인천부의 '천'에서 따왔고, 1940년까지 인천도호부청사를 부천군청으로 사용하였다.
현재의 인천광역시 대부분(중구 육지, 동구, 서구 검단, 서해 5도 제외), 경기도 부천시 일원, 시흥시의 북부, 광명시의 옥길동, 안산시의 대부도·풍도, 서울특별시 구로구의 안양천 서쪽 지역 및 강서구의 공항동 일부를 관할하였다.

## 행정 구역
1914년의 행정구역과 현재의 행정구역 비교
| 1914년          | 1914년 | 현재                     | 현재 |
| 면              | 리 | 시·구·면                 | 동·리 |
| --------------- | --- | ------------------------ | --- |
| 계남면 (桂南面) | 고척리, 개봉리, 오류리, 궁리, 온수리, 천왕리, 항리 | 서울특별시 구로구        | 고척동, 개봉동, 오류동, 궁동, 온수동, 천왕동, 항동 |
| 계남면 (桂南面) | 소사리 일부, 심곡리 일부, 괴안리, 범박리, 구지리 | 부천시 소사구            | 소사본동, 심곡본동, 괴안동, 범박동, 송내동 |
| 계남면 (桂南面) | 표절리, 조종리, 벌응절리, 상리, 중리, 소사리 일부, 심곡리 일부                                                                                           | 부천시 원미구            | 춘의동, 원미동, 역곡동, 상동, 중동, 소사동, 심곡동 |
| 오정면 (吾丁面) | 약대리, 도당리 | 부천시 원미구            | 약대동, 도당동 |
| 오정면 (吾丁面) | 대장리, 삼정리, 내리, 오정리, 원종리, 고강리, 작리, 여월리                                                                                               | 부천시 오정구            | 대장동, 삼정동, 내동, 오정동, 원종동, 고강동, 작동, 여월동                                                                                               |
| 오정면 (吾丁面) | 오쇠리, 오곡리 | 서울특별시 강서구        | 오쇠동, 오곡동 |
| 부내면 (富內面) | 후정리, 갈월리, 청천리, 산곡리, 마분리, 항동리, 구산리, 대정리                                                                                           | 인천광역시 부평구        | 삼산동, 갈산동, 청천동, 산곡동, 부개동, 일신동, 구산동, 부평동                                                                                           |
| 부내면 (富內面) | 부평리, 하리, 도두리, 효성리, 가현리, 신대리, 작전리, 화전리                                                                                             | 인천광역시 계양구        | 계산동 일부, 계산동 일부, 서운동, 효성동, 작전동 일부 |
| 계양면 (桂陽面) | 박촌리, 병방리, 용종리, 방축리, 임학리, 동양리, 귤현리, 상야리, 하야리, 평리, 노오지리, 선주지리, 장기리, 이화리, 오류리, 갈산리, 다남리, 목상리, 독실리 | 인천광역시 계양구        | 박촌동, 병방동, 용종동, 방축동, 임학동, 동양동, 귤현동, 상야동, 하야동, 평동, 노오지동, 선주지동, 장기동, 이화동, 오류동, 갈현동, 다남동, 목상동, 둑실동 |
| 서곶면 (西串面) | 가정리, 신현리, 포리 일부, 고작리, 고잔리 일부, 가좌리, 백석리, 검암리, 시천리, 공촌리, 연희리 일부, 심곡리                                              | 인천광역시 서구          | 가정동, 신현동, 원창동, 석남동, 경서동, 가좌동, 백석동, 검암동, 시천동, 공촌동, 연희동, 심곡동, 청라동                                                   |
| 문학면 (文鶴面) | 도장리, 연수리, 청학리, 옥련리, 동춘리 일부, 동춘리 일부                                                                                                 | 인천광역시 연수구        | 선학동, 연수동, 청학동, 옥련동, 동춘동, 송도동 |
| 문학면 (文鶴面) | 학익리, 관교리, 문학리, 승기리 | 인천광역시 미추홀구      | 학익동, 관교동, 문학동, 주안동 일부 |
| 다주면 (多朱面) | 도화리, 장의리, 용정리, 사충리 | 인천광역시 미추홀구      | 도화동, 숭의동, 용현동, 주안동 일부 |
| 다주면 (多朱面) | 십정리 | 인천광역시 부평구        | 십정동 |
| 다주면 (多朱面) | 구월리, 간석리 | 인천광역시 남동구        | 구월동, 간석동 |
| 남동면 (南洞面) | 논현리, 고잔리, 와우리, 도산리, 발산리, 장수리, 운연리, 서창리, 만수리                                                                                   | 인천광역시 남동구        | 논현동, 고잔동, 남촌동, 도림동, 수산동, 장수동, 운연동, 서창동, 만수동                                                                                   |
| 소래면 (蘇萊面) | 대야리, 은행리, 신천리, 미산리, 방산리, 포리, 안현리, 매화리, 도창리, 금이리, 무지리, 과림리, 계수리 일부                                                | 시흥시                   | 대야동, 은행동, 신천동, 미산동, 방산동, 포동, 안현동, 매화동, 도창동, 금이동, 무지내동, 과림동, 계수동                                                   |
| 소래면 (蘇萊面) | 옥길리 일부, 계수리 일부 | 부천시 소사구            | 옥길동, 계수동 |
| 소래면 (蘇萊面) | 옥길리 일부 | 광명시                   | 옥길동 |
| 영종면 (永宗面) | 운남리, 운북리, 중산리, 운서리 | 인천광역시 중구          | 운남동, 운북동, 중산동, 운서동 |
| 용유면 (龍游面) | 을왕리, 남북리, 덕교리, 무의리 | 인천광역시 중구          | 을왕동, 남북동, 덕교동, 무의동 |
| 덕적면 (德積面) | 진리, 울도리, 익포리, 우포리, 북리, 소야리, 문갑리, 백아리, 굴업리                                                                                       | 인천광역시 옹진군 덕적면 | 진리, 울도리, 서포리 일부, 서포리 일부, 북리, 소야리, 문갑리, 백아리, 굴업리                                                                             |
| 덕적면 (德積面) | 승봉리 | 인천광역시 옹진군 자월면 | 승봉리 |
| 영흥면 (靈興面) | 자월리, 이작리 | 인천광역시 옹진군 자월면 | 자월리, 이작리 |
| 영흥면 (靈興面) | 선재리, 내리, 외리 | 인천광역시 옹진군 영흥면 | 선재리, 내리, 외리 |
| 대부면 (大阜面) | 선감리, 풍도리, 동리, 남리, 북리 | 안산시 단원구            | 선감동, 풍도동, 대부동동, 대부남동, 대부북동 |
| 북도면 (北島面) | 장봉리, 신도리, 모도리, 시도리 | 인천광역시 옹진군 북도면 | 장봉리, 신도리, 모도리, 시도리 |

## 연혁
- 1914년 4월 1일 : 인천부 중 항구 주변 도심지를 제외한 지역과 부평군, 강화군의 북도면, 남양군의 영흥면, 대부면을 부천군으로 개편하였다.[15](15면)

| 조선총독부령 제111호 |             | |
| 구 행정구역 | 신 행정구역 | 신 행정구역                                                                                            |
| 인천부 구읍면(舊邑面) 향교리/관은리, 도장리/학산리 일부, 문학리/학산리 일부, 소승기리/대승기리, 학익동                                                                                    | 문학면      | 관교리, 도장리(道章里), 문학리, 승기리(承基里), 학익리                                                 |
| 인천부 서면(西面) 삼리/사리, 일리, 오리, 이리 | 문학면      | 동춘리, 연수리, 옥련리, 청학리                                                                         |
| 인천부 다소면(多所面) 도마리/화동, 충훈리/사미리, 비룡리/독정리, 장전리/가의리/독각리 | 다주면      | 도화리, 사충리(士忠里), 용정리(龍亭里), 장의리(長意里)                                                 |
| 인천부 주안면(朱安面) 간촌리/석암리/하십정리 일부, 구월리/성리/전재리(전좌리), 상십정리/하십정리 일부                                                                                     | 다주면      | 간석리, 구월리, 십정리                                                                                 |
| 인천부 남촌면(南村面) 고잔동, 논현동, 이리/도리 일부, 사리/경신리/도리 일부, 와우동/일리                                                                                                  | 남동면      | 고잔리, 논현리, 도산리(桃山里), 발산리(鉢山里), 와우리(臥牛里)                                         |
| 인천부 조동면(鳥洞面) 설내리/곡촌리, 오곡리/담방리, 연락리/운곡리, 수현리/장자리/만의리                                                                                                   | 남동면      | 서창리, 만수리, 운연리, 장수리                                                                         |
| 인천부 신현면(新峴面) 대야동, 창동/고기리/이리, 죽원/산정리/방곡리, 사천리/신촌리, 삼리, 국동/포동                                                                                        | 소래면      | 대야리, 미산리, 방산리, 신천리, 은행리, 포리                                                           |
| 인천부 전반면(田反面) 사리/오리검의리/육리, 삼리도두리/삼리강창리, 이리매저리/이리율동, 칠리능내동/칠리중동/칠리신흥동/칠리은행동, 일리양지리/일리가대동/일리송내동/일리장락동            | 소래면      | 금이리, 도창리, 매화리, 무지리(茂芝里), 안현리                                                         |
| 인천부 황등천면(黃等川面) 일리/이리/삼리 일부, 오리/육리/칠리, 사리/삼리 일부 | 소래면      | 과림리, 계수리, 옥길리                                                                                 |
| 인천부 영종면(永宗面) 전소리/후소리 일부/송산리 일부/외중촌리 일부, 북촌리/예호리/후소리 일부, 삼목리, 구읍리 일부/송산리 일부/외중촌리 일부                                              | 영종면      | 운남리, 운북리, 운서리, 중산리                                                                         |
| 인천부 용유면(龍游面) | 용유면      | 남북리, 덕교리, 무의리, 을왕리                                                                         |
| 인천부 덕적면(德積面) | 덕적면      | 굴업리, 문갑리, 백아리, 북리, 소야리, 승봉리, 우포리(友浦里), 울도리, 익포리(益浦里), 진리             |
| 부평군 군내면(郡內面) | 부내면      | 부평리, 하리(下里)                                                                                     |
| 부평군 마장면(馬場面) 산곡리 일부, 청천리, 효성리 | 부내면      | 산곡리, 청천리, 효성리(曉星里)                                                                         |
| 부평군 동소정면(同所井面) 구산리, 대정리, 마분리, 항동 | 부내면      | 구산리, 대정리(大井里), 마분리(馬墳里), 항동리(航洞里)                                                 |
| 부평군 서면(西面) 가현리, 갈월리, 도두리, 신대리, 작전리, 화전리, 후정리 | 부내면      | 가현리(佳峴里), 갈월리(葛月里), 도두리(道頭里), 신대리(新垈里), 작전리, 화전리(化田里), 후정리(後井里) |
| 부평군 동면(東面) 박촌리, 방축리, 병방리, 용종리, 임학리 | 계양면      | 박촌리, 방축리, 병방리, 용종리, 임학리                                                                 |
| 부평군 당산면(堂山面) 귤현리/(황어면) 노오지리 일부, 동양리, 상야리 일부, 평리/상야리 일부, 하야리                                                                                        | 계양면      | 귤현리, 동양리, 상야리, 평리, 하야리                                                                   |
| 부평군 황어면(黃魚面) 갈산리/(김포군 노장면) 당하리 일부, 노오지리 일부, 역동, 독실리, 목상리, 선주지리, 오류동/(김포군 노장면) 당하리 일부, 이화촌리/(김포군 노장면) 당하리 일부, 장기리 | 계양면      | 갈산리, 노오지리, 다남리, 독실리, 목상리, 선주지리, 오류리, 이화리, 장기리                             |
| 부평군 모월곶면(毛月串面) 검암리, 고잔리/청라도리/난지도리, 공촌리, 백석리, 시천리, 심곡리, 궁동/정자동/음월리/염동                                                                       | 서곶면      | 검암리, 고잔리(高棧里), 공촌리, 백석리, 시천리, 심곡리, 연희리                                         |
| 부평군 석곶면(石串面) 가좌동/(마장면) 산곡리 일부, 가정리, 고잔리/번작리, 신현리, 포리/율도리/세어도리                                                                                    | 서곶면      | 가좌리, 가정리, 고작리(高作里), 신현리, 포리(浦里)                                                     |
| 부평군 석천면(石川面) 구지리, 상리, 중리, 심곡리 | 계남면      | 구지리(九芝里), 상리, 중리, 심곡리                                                                     |
| 부평군 옥산면(玉山面) 표절리, 조종리, 벌응절리, 항리, 괴안리, 소사리, 범박동 | 계남면      | 표절리(表節里), 조종리(朝宗里), 벌응절리(伐應節里), 항리, 괴안리, 소사리, 범박리                       |
| 부평군 수탄면(水呑面) 고척리, 개봉리, 오류동, 궁리, 온수동, 천왕리 | 계남면      | 고척리, 개봉리, 오류리, 궁리, 온수리, 천왕리                                                           |
| 부평군 주화곶면(注火串面) | 오정면      | 대장리, 오곡리, 오쇠리                                                                                 |
| 부평군 상오정면(上吾丁面) | 오정면      | 내리, 도당리, 삼정리, 약대리, 오정리                                                                   |
| 부평군 하오정면(下吾丁面) | 오정면      | 고강리, 여월리, 원종리                                                                                 |
| 강화군 북도면(北島面) | 북도면      | 모도리, 시도리, 신도리, 장봉리                                                                         |
| 남양군 대부면(大阜面) 선감동, 풍도리, 영전동/하동 일부, 용곶동/상동 일부, 진현동/상동 일부/하동 일부                                                                                      | 대부면      | 선감리, 풍도리, 동리, 남리, 북리                                                                       |
| 남양군 영흥면(靈興面) | 영흥면      | 내리, 대이작리(大伊作里), 소이작리(小伊作里), 선재리, 외리, 자월리                                     |
- 1931년 4월 1일 : 계남면이 소사면으로 개칭되었다.
- 1936년 10월 1일 : 다주면 일원(십정리, 간석리, 구월리 제외), 문학면의 3개 리가 인천부에 재편입되었다.[16] (14면)

| 조선총독부령 제93호                                |             |
| 구 행정구역                                        | 신 행정구역 |
| 문학면 옥련리, 학익리, 승기리 일부, 관교리 일부    | 인천부 일부 |
| 다주면 도화리, 용정리, 사충리, 장의리, 간석리 일부 | 인천부 일부 |
| 다주면 십정리, 간석리 일부, 구월리                 | 문학면 일부 |
- 1940년 4월 1일 : 본래 인천부였던 문학면, 남동면이 인천부에 재편입되고, 부평군이었던 부내면, 서곶면이 인천부로 이관되었다.[17] (10면)

| 조선총독부령 제40호  |                                                                                              | |
| 구 행정구역 (부천군) | 구 행정구역 (부천군)                                                                         | 신 행정구역 (인천부) |
| 문학면               | 관교리, 문학리, 도장리, 청학리, 연수리, 동춘리, 간석리, 구월리                               | 원정(元町), 문학정, 무학정(舞鶴町), 청학정, 연수정, 동춘정, 목월정(木越町), 정지정(鄭志町) |
| 남동면               | 만수리, 장수리, 운연리, 서창리, 발산리, 도산리, 와우리, 논현리, 고잔리                       | 만수정, 장수정, 운연정, 낭속정(浪速町), 수정(壽町), 신도산정(新桃山町), 오보정(五寶町), 논현정, 일향정(日向町)                                                                                     |
| 부내면               | 십정리, 대정리, 산곡리, 청천리, 효성리, 도두리, 후정리, 갈월리, 마분리, 항동리, 구산리       | 대도정(大島町), 소화정(昭和町), 백마정(白馬町), 천상정(川上町), 서정(曙町), 동운정(東雲町), 삼립정(三笠町), 길야정(吉野町), 명치정(明治町), 향취정(香取町), 이등정(伊藤町)                         |
| 부내면               | 가현리, 신대리, 작전리, 화전리                                                               | 작전정(鵲田町) |
| 부내면               | 부평리, 하리                                                                                 | 대정정(大正町) |
| 서곶면               | 가정리, 가좌리, 검암리, 고작리, 고잔리, 공촌리, 백석리, 시천리, 신현리, 심곡리, 연희리, 포리 | 천대전정(千代田町), 천간정(淺間町), 과생정(瓜生町), 촌상정(村上町), 이가정(李家町), 흑전정(黑田町), 운양정(雲揚町), 춘일정(春日町), 현무정(玄武町), 일진정(日進町), 정상정(井上町), 구수정(久水町) |
- 1941년 10월 1일 : 소사면이 소사읍으로 승격하였다.[18] (1읍 9면)
- 1961년 : 부천군청을 인천시 율목동에서 소사읍 심곡리로 이전하였다.
- 1962년 12월 12일 : 소사읍의 7개 리(현 서울 구로구의 안양천 서쪽 지역)와 오정면의 2개 리(현 서울 강서구의 공항동 일부)가 서울특별시 영등포구에 편입되었다.[19]

| 법률 제1172호                                                          |                                                          |
| 구 행정구역                                                            | 신 행정구역                                              |
| 부천군 소사읍 일부(고척리, 개봉리, 오류리, 궁리, 온수리, 천왕리, 항리) | 영등포구 오류출장소 일원(현재의 서울시 구로구 서부지역)  |
| 부천군 오정면 일부(오쇠리, 오곡리)                                     | 영등포구 양서출장소 일부(현재의 서울 강서구 공항동 일부) |
- 1963년 1월 1일 :  부천군 영종면 운남리 작약도가 인천시에 편입되었다.[20]
- 1973년 7월 1일 : 부천군 소사읍이 부천시로 승격하고, 오정면과 계양면이 김포군에, 소래면이 시흥군에, 영종면 등 섬 지역이 옹진군에 각각 편입되어 부천군이 폐지되었다.[21]

| 법률 제2597호                                         |                                                                  |
| 구 행정구역                                           | 신 행정구역                                                      |
| 부천군 소사읍                                         | 부천시                                                           |
| 부천군 오정면                                         | 김포군 일부(→ 1975년 10월 1일, 부천시로 환원)                    |
| 부천군 계양면                                         | 김포군 일부(→ 1989년 1월 1일, 인천직할시 북구로 편입)            |
| 부천군 소래면                                         | 시흥군 일부(현재의 시흥시 북부, 대야·은행·신천·신현·매화·과림동) |
| 부천군 영종면, 용유면, 덕적면, 영흥면, 대부면, 북도면 | 옹진군 일부                                                      |